# 尚普朗
尚普朗（法語：Champlan，法語發音：[ʃɑ̃plɑ̃] ⓘ）是法国法蘭西島大區埃松省的一个市镇，属于帕莱索区。

## 地理
尚普朗（48°42'31"N, 2°16'28"E）面积3.68 平方千米，位于法国法蘭西島大區埃松省，该省份为法国北部内陆省份，北起上塞纳省和马恩河谷省，西接厄尔-卢瓦省和伊夫林省，南至卢瓦雷省，东临塞纳-马恩省。
与尚普朗接壤的市镇（或旧市镇、城区）包括：马西、希伊-马萨林、隆瑞莫、帕萊索、索莱沙特勒、伊韦特河畔维勒邦。

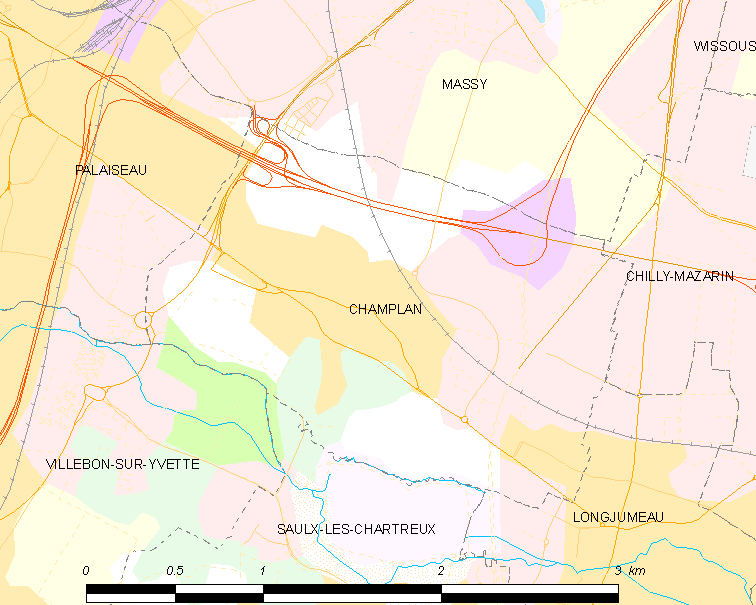
尚普朗的OSM定位图

尚普朗的时区为UTC+01:00、UTC+02:00（夏令时）。

## 行政
尚普朗的邮政编码为91160，INSEE市镇编码为91136。

## 政治
尚普朗所属的省级选区为隆瑞莫县。

## 人口

1962-2008年间尚普朗人口变化图示

尚普朗于2022年1月1日时的人口数量为2606人。